# 金旋
金 旋（きん せん、? - 209年）は、中国後漢末期の人物。字は元機。司隸京兆尹の出身。前漢の金日磾の末裔。子は金禕。

## 事跡
『三国志』によると、赤壁の戦いで曹操が敗れた後、209年に劉備が荊州南部に侵攻し、武陵太守だった金旋は、劉度・韓玄・趙範らとともに降伏した。
一方、『三国志』の裴松之注が引用している『三輔決録注』の「金旋伝」によると、金旋の字は元機、京兆尹の出身で、黄門侍郎から漢陽太守となった後に、改めて徴召され議郎を経て中郎将となり、武陵太守も兼任した。このときに劉備に攻め込まれるのは『三国志』と同じだが、こちらでは死に追いやられたと書かれている。また、金旋の子が金禕である。
『三輔決録注』の「金禕伝」で今日まで残っている部分に金旋への言及はないが、文中で金禕は金日磾の子孫とされているので、金禕の父である金旋も同様ということになる。金禕は218年に曹操に対する反乱に失敗し、この時に彼を始めとする一族は皆殺しとなって滅亡している。
なお、『三輔決録注』は趙岐の『三輔決録』を西晋の摯虞が補完したものであるが、趙岐は201年に死んでいるので、『三輔決録』の原文に金旋や金禕の顛末までは書かれていなかったはずである。

## 三国志演義では
小説『三国志演義』においても武陵太守として登場している。劉備軍の張飛が攻めてきたとき、配下である鞏志の諫言を退け戦ったが敗れ、武陵に逃げ戻る。しかし、鞏志に裏切られ矢で射殺されてしまう。金禕は演義にも登場するが、金旋の子であるとは明言されていない。

## 配下
『三国志演義』でのみの配下
- 鞏志